# Dean Whitehead
Dean Whitehead (Abingdon-on-Thames, Inglaterra, 21 de enero de 1982) es un exfutbolista inglés que jugaba como centrocampista.

## Trayectoria
Inició su carrera como futbolista profesional en 1999 con el Oxford United F. C. Posteriormente jugó en el Sunderland A. F. C., el Stoke City F. C., el Middlesbrough F. C. y el Huddersfield Town A. F. C., que sería su último equipo tras retirarse al término de la temporada 2017-18.
En noviembre de 2019 se convirtió en miembro del cuerpo técnico del Shrewsbury Town F. C. Su estancia en el club duró un año, marchándose tras la destitución del entrenador Sam Ricketts. Posteriormente ocupó el mismo rol en el Port Vale F. C., Beşiktaş J. K. y Cardiff City F. C., ejerciendo también en este último de entrenador interino tras la destitución de Mark Hudson hasta la llegada de Sabri Lamouchi.

## Clubes
| Club                       | País       | Año       |
| -------------------------- | ---------- | --------- |
| Oxford United F. C.        | Inglaterra | 1999-2004 |
| Sunderland A. F. C.        | Inglaterra | 2004-2009 |
| Stoke City F. C.           | Inglaterra | 2009-2013 |
| Middlesbrough F. C.        | Inglaterra | 2013-2015 |
| Huddersfield Town A. F. C. | Inglaterra | 2015-2018 |

## Palmarés

### Títulos nacionales
| Título                       | Club                | País       | Año  |
| ---------------------------- | ------------------- | ---------- | ---- |
| Football League Championship | Sunderland A. F. C. | Inglaterra | 2005 |
| Football League Championship | Sunderland A. F. C. | Inglaterra | 2007 |